# فرزندان (فیلم ۲۰۱۵)
فرزندان (به انگلیسی: Descendants) (ترجمهٔ درست: نوادگان) یک فیلم تلویزیونی فانتزی موزیکال محصول ۲۰۱۵ آمریکا به کارگردانی کنی اورتگا است. فرزندان ۲ و فرزندان: دنیای شرور ادامه این فیلم هستند.

## داستان
ماجرا در شهری فانتزی و امروزی به نام آرادون اتفاق می‌افتد. جایی که ۲۰ سال پیش دلبر با دیو ازدواج کرد و حدود ۶۰۰۰ تا از دوستان نزدیک خود را دعوت کردند.
پس از اینکه دیو تمام قلمروهای پادشاهی رو متحد کرد و خود به عنوان شاه ایالات متحده در «آرادون» انتخاب شد شروع به جمع‌آوری شخصیت‌های بدجنس و شرور و تبعید آن‌ها را به یک جزیره ی دورافتاده با یک حصار جادویی کرد.
اکنون پسر آنها، بن -که قرار است به زودی شاه شود- تصمیم می‌گیرد فرصتی را برای بچه‌های آن افراد شرور فراهم کند تا به آرادون آمده و یک زندگی معمولی داشته باشند.
ستاره‌های فیلم داو کامرون، کامرون بویس، بوبو استوارت و سوفیا کارسون که در فیلم با نام‌های مل ایوی جی کارلوس هستند به عنوان فرزندان شخصیت‌های پلید دنیای کارتون ایفای نقش می‌کنند که مأموریت آن‌ها این است که عصای پری مادر خوانده را دزدیده و والدین خود را از جزیره آزاد کنند.
این فیلم در تاریخ ۳۱ ژوئیه سال ۲۰۱۵ از کانال دیزنی عرضه شد، و بیش از ۶٫۶ میلیون بیننده به آن رأی مثبت دادند.

## بازیگران

### فرزندان
| نام بازیگر    | نقش    | فرزند                  | در انیمیشن        |
| ------------- | ------ | ---------------------- | ----------------- |
| داو کامرون    | مَل     | ملفیسنت                | زیبای خفته        |
| کامرون بویس   | کارلوس | کروئلا دویل            | صد و یک سگ خالدار |
| بوبو استوارت  | جی     | جعفر                   | علاءالدین         |
| سوفیا کارسون  | ایوی   | ملکهٔ بدجنس             | سفیدبرفی          |
| میچل هوپ      | بن     | دیو و بل               | دیو و دلبر        |
| سارا جفری     | آدری   | آرورا و پرنس فیلیپ     | زیبای خفته        |
| برنا دآمیکو   | جین    | پری مادرخوانده         | سیندرلا           |
| زکری گیبسون   | داگ    | دوپی (جوانترین کوتوله) | سفیدبرفی          |
| جدادیا گوداکر | چَد     | سیندرلا                | سیندرلا           |
| دایان دون     | لونی   | فا مولان و لی شانگ     | مولان             |

### شرورها
| نام بازیگر           | نقش         | در انیمیشن        |
| -------------------- | ----------- | ----------------- |
| کریستن چنووس         | ملفیسنت     | زیبای خفته        |
| کتی ناجیمی           | ملکهٔ بدجنس  | سفیدبرفی          |
| وندی راکوئل رابینسون | کروئلا دویل | صد و یک سگ خالدار |
| مازیار جبرانی        | جعفر        | علاءالدین         |

### قهرمان‌ها
| نام بازیگر        | نقش                   | در انیمیشن | مقام در آرادون |
| ----------------- | --------------------- | ---------- | -------------- |
| دان پاین          | دیو                   | دیو و دلبر | شاه            |
| کیگان کونور تریسی | بِل (دلبر)             | دیو و دلبر | ملکه           |
| ملانی پکسون       | پری مادرخوانده        | سیندرلا    | مدیر مدرسه     |
| Judith Maxie      | ملکه لیا (مادر آرورا) | زیبای خفته | ذکر نشده       |
| استفانی بنت       | سفیدبرفی              | سفیدبرفی   | خبرنگار        |

## آهنگ‌ها
- Rotten to the core (داو کامرون، کامرون بویس، سوفیا کارسون، بوبو استوارت)
- Evil like me (کریستن چنووس با همراهی داو کامرون)
- If Only (داو کامرون)
- Did I Mention (میچل هوپ)
- Be our guest (میچل هوپ با همراهی چند بازیگر دیگر)
- Set it off (همهٔ بازیگران)

## جوایز
- برندهٔ جایزهٔ انجمن کارگردانان آمریکا(۲۰۱۵)
- نامزد جوایز برگزیدهٔ نوجوانان (۲۰۱۵)[۳]
- بهترین دستاورد کارگردانی یک برنامهٔ کودک (۲۰۱۶)
- برندهٔ جایزهٔ انجمن نویسندگان آمریکا (۲۰۱۶)[۴]